# Lowell Discovery Telescope
Ne doit pas être confondu avec Télescope Lovell.
Pour les articles homonymes, voir LDT.

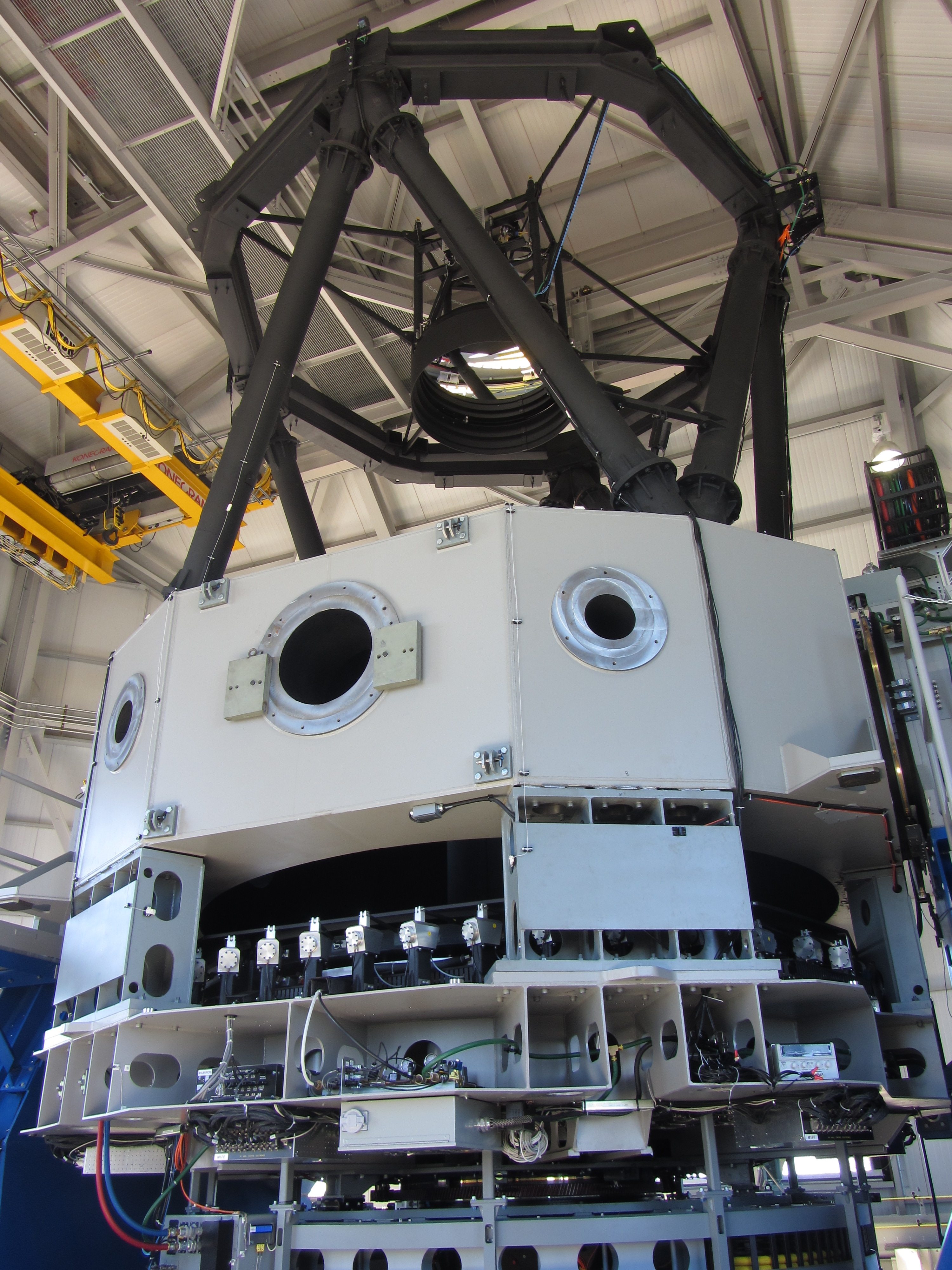
Discovery Channel Telescope

Le Lowell Discovery Telescope (LDT), anciennement le Discovery Channel Telescope (DCT), est un télescope de 4,3 m d'ouverture possédé et opéré par l'observatoire Lowell,. Le LDT a été construit sur un site de ciel noir dans la forêt nationale de Coconino près de Happy Jack (Arizona) (en). Happy Jack est situé à une altitude de 2360 m et à environ 65 km au sud-sud-est de Flagstaff. Le projet était initialement un partenariat entre Discovery Communications et l'observatoire Lowell. Le partenariat de recherche a été étendu pour inclure l'université de Boston, l'université du Maryland, l'université de Toledo et l'université du Nord de l'Arizona. Le télescope a coûté 53 millions de $. Il augmente significativement les capacités d'observation de l'observatoire Lowell et permet la réalisation d'études avancées dans un nombre important de domaines de recherche.
Avec son miroir primaire de la classe des 4 m, le Lowell Discovery Telescope est le cinquième plus grand télescope des États-Unis continentaux (en 2019).
La construction du télescope fut achevée en février 2012 et les images de première lumière prises en avril 2012.

## Télescope
Le LDT a été conçu par Alan Dodson et utilise une conception Ritchey-Chrétien. Le miroir primaire de 3000 kg mesure 4,3 m de diamètre mais fait seulement environ 10 cm d'épaisseur. Ce fin miroir ménisque, maintenu en forme par un système d'optique active de 156 éléments, fournit régulièrement un seeing sous la seconde d'arc. Le miroir a été meulé et poli dans sa forme hyperbolique à l'atelier de fabrication et d'ingénierie optique de la faculté d'optique de l'université de l'Arizona (en) (située à Tucson). Le télescope est l'un des plus puissants du monde, grâce à un case à équipements qui peut accueillir jusqu'à cinq instruments au foyer Ritchey-Chrétien. Le LDT peut alterner entre n'importe lequel de ces instruments en environ une minute, le rendant parfaitement adapté pour les programmes time-domain ainsi que les cibles opportunistes telles que les sursauts gamma et les supernovas.

## Construction
L'observatoire Lowell et Discovery Communications ont formé un partenariat pour construire le Discovery Channel Telescope en février 2003. Un permis spécial pour la construction et le fonctionnement du télescope sur le site d'Happy Jack a été délivré par le service des forêts des États-Unis en novembre 2004 et l'amélioration d'une route existante menant au site commença immédiatement. L'ébauche du miroir primaire a été terminée par Corning fin 2005. La construction du bâtiment du télescope de 26 m de hauteur et de 19 m de diamètre et d'un bâtiment technique annexe a commencé mi-septembre 2005. La mise en forme finale et le polissage du miroir, qui pèse environ 3000 kg, a été réalisé par la faculté d'optique de l'université de l'Arizona. Cette phase a pris environ trois ans. Le miroir a été livré sur le site en juin 2010 puis aluminisé et monté sur le télescope en août 2011. Le télescope a vu sa première lumière en 2012 et déclaré pleinement opérationnel cette même année. Le miroir du télescope devait initialement mesurer 4,2 m, mais il s'avéra qu'un miroir de 4,3 m pouvait être utilisé.

## Recherche
Selon le directeur Jeffrey Hall, l'objectif initial du télescope était l'étude des comètes, des exoplanètes, de la formation des étoiles dans la Voie lactée et d'autres cibles hors du Système solaire. Les autres recherches comprennent l'observation de la ceinture de Kuiper, et l'exploration des étoiles distantes et des galaxies. Le télescope rendra l'exploration de l'espace plus facile et sera également efficace pour les programmes en cours.
Initial Project Leaders comprenaient le Dr. Jeffrey Hall, directeur de l'observatoire Lowell ; le Dr. Stephen Levine, scientifique responsable de la mise en service ; Bill DeGroff, manager du projet ; le Dr. Edward Dunham, spécialiste de l'instrumentation ; et Ralph Nye, directeur des services techniques.
P/2016 BA14 a été identifié comme une comète à l'aide d'observations du Discovery Channel Telescope. Lorsque la comète s'est approchée à 3,4 millions de km (environ 9 distances lunaires) de la Terre, le diamètre du noyau a été évalué à environ 250 mètres. L'objet a été découvert par un télescope Pan-STARRS, mais non identifié comme une comète à l'époque.
En 2017, le LDT a réalisé 282 nuits d'observation scientifique sur l'année.